# Khusus
Al Kusus (Arabe : الخصوص, Copte ϯⲕⲁⲗⲁⲃⲓ) est une ville égyptienne située dans la banlieue nord du Caire dans le Gouvernorat de Qalyubiya. Sa population est estimée en 2023 à plus de 502 000 habitants.
La ville est anciennement connue comme Khuṣûṣ `Ayn Shams. La ville est mentionnée pour la première fois par Ibn Mammati en 1209.

## Démographie
| Anée | Population |
| ---- | ---------- |
| 2023 | 502 864    |
| 2017 | 457 852    |
| 2006 | 291 242    |
| 1996 | 149 586    |
| 1986 | 45 028     |
| 1976 | 10 871     |
| 1966 | 5 609      |
| 1960 | 5 041      |
| 1947 | 3 908      |
| 1937 | 3 526      |
| 1927 | 3 087      |

## Sources
1. ↑  « CAPMAS-CEDEJ »
2. ↑  CEDEJ, « Notice - Al-Khusus » [PDF]
3. ↑  CAPMAS, « CEDEJ - Al Khusus »
4. ↑  « Cities of Egypt »